# Ҏ
Le erre agrafé (capitale Ҏ, minuscule : ҏ) est une lettre de la variante de l’alphabet cyrillique utilisée par le same de Kildin. Elle note la consonne roulée alvéolaire voisée /r̥/.
Elle est composée d’un erre ‹ Р р › diacrité d’un petite barre inscrite ou agrafe sous le côté droit.

## Représentations informatiques
Le erre agrafé peut être représenté avec les caractères Unicode suivants :
| formes    | représentations | chaînes de caractères | points de code | descriptions                            |
| --------- | --------------- | --------------------- | -------------- | --------------------------------------- |
| capitale  | Ҏ               | Ҏ                     | U+048E         | lettre majuscule cyrillique erre agrafé |
| minuscule | ҏ               | ҏ                     | U+048F         | lettre minuscule cyrillique erre agrafé |